# Qudayköl
Qudayköl är en saltsjö i Kazakstan.   Den ligger i oblystet Pavlodar, i den nordöstra delen av landet, 300 km öster om huvudstaden Astana. Arean är 18,2 kvadratkilometer.